# King & Prince
I King & Prince (キング アンド プリンス?, Kingu Ando purinsu) sono un gruppo idol giapponese formato da due membri. Il gruppo appartiene all'agenzia Johnny & Associates e ha debuttato nel 2018.
Precedentemente, il gruppo era conosciuto con il nome Mr. King vs Mr. Prince perché comprendeva due unità separate: I "Mr. King" e i "Mr. Prince". Il gruppo faceva parte dell'unità Johnny's Jr (appartenente pure all'agenzia Johnny & Associates). L'unità è stata creata come sostenitore speciale per l'evento "Terebiasahi robbongihiruzu natsu matsuri samā sutēshon" (テレビ朝日・六本木ヒルズ 夏祭り SUMMER STATION?, lett. in Italiano "Stazione estiva Natsu Matsuri di Roppongi Hills") della rete TV Asahi.
Il loro debutto è stato annunciato in una conferenza stampa il 17 gennaio 2018 insieme alla fondazione della nuova etichetta discografica di Johnny & Associates, Johnny's Universe.
Il gruppo aveva inizialmente sei membri: Sho Hirano, Ren Nagase, Kaito Takahashi, Yuta Kishi, Yuta Jinguji e Genki Iwahashi. Tuttavia, quest'ultimo, si è ritirato dal gruppo il 31 marzo 2021 a causa di un disturbo d'ansia.

## Storia del gruppo

### I primi anni (2015-2017)
Il 5 giugno 2015, Johnny & Associates ha annunciato la formazione del gruppo in una conferenza stampa. Il gruppo, precedentemente noto come Mr. King vs Mr. Prince, è stato formato per essere un sostenitore speciale per l'evento "SUMMER STATION" di TV Asahi. Il gruppo Mr. King vs Mr. Prince era diviso in due sottogruppi: "Mr. King", composto da Sho Hirano, Ren Nagase e Kaito Takahashi e "Mr. Prince", composto da Yuta Kishi, Yuta Jinguji e Genki Iwahashi. La loro prima canzone è "Summer Station", ed è stata utilizzata come sigla ufficiale per l'evento "SUMMER STATION", che si è svolto da luglio ad agosto 2015. Tuttavia, il 20 agosto 2015, i membri hanno annunciato che avrebbero continuato le attività come gruppo.
Nel 2016, il gruppo Mr. Prince aveva cambiato il proprio nome in "Prince". Nel settembre 2017, i sei membri si sono esibiti in un concerto chiamato "Samasute kimitachi ga: kingu' S TREASURE" (サマステ 〜君たちが〜KING'S TREASURE?, lett. in Italiano "Namastè ragazzi: Il tesoro del re") di Johnny's Jr. Dopo il concerto, i due gruppi hanno chiesto a Johnny Kitagawa di farli debuttare insieme.

### Il loro debutto e i loro successi (2018-presente)
In seguito, i due gruppi si unirono fino a formare un unico gruppo e il loro debutto è stato annunciato il 17 gennaio 2018, sotto l'etichetta discografica di Johnny & Associates sotto la Universal Music, Johnny's Universe.
Il loro primo singolo è "Shindereragāru" (シンデレラガール?, lett. in italiano "ragazza Cenerentola") che è stato pubblicato il 23 maggio 2018. La canzone è stata usata come sigla di un anime tratto da un manga di genere drammatico chiamato "Hana Nochi Hare: HanaDan Nekusuto Shīzun" (花のち晴れ〜花男 Next Season〜?, lett. in italiano "La luce del sole dopo i fiori: i ragazzi dei fiori. Prossima stagione") con il membro Sho Hirano ed è stato un successo commerciale; ha venduto oltre 570.000 copie nella prima settimana, diventando così il primo singolo di debutto in oltre 12 anni a superare le vendite iniziali di 500.000 copie. Questo lo ha reso anche il debutto di maggior successo.
Dopo il successo di "Shindereragāru", i King & Prince hanno intrapreso un tour nazionale nella Yokohama Arena intitolato King & Prince First Concert Tour 2018. Il tour iniziò il 10 agosto 2018 con uno spettacolo davanti a 15.000 ospiti.
Il 10 ottobre 2018, i King & Prince hanno pubblicato il loro secondo singolo intitolato "Memorial". Il singolo è stato utilizzato come sigla per un anime tratto da un manga sempre di genere drammatico chiamato "Bukatsu, Suki Janakya Dame Desu ka?" (部活、好きじゃなきゃダメですか?, lett. in italiano "Va bene se non mi piacciono le attività del club?") con i membri Kaito Takahashi, Yuta Jinguji e Genki Iwahashi. Memorial ha venduto più di 400.000 copie nella prima settimana e ha raggiunto il 13º posto della classifica chiamata "Orikonshinguruchāto" (オリコンシングルチャート?, lett in italiano "Grafico dei singoli Oricon").
Nel novembre 2018, Genki Iwahashi ha lasciato il gruppo a tempo indeterminato per concentrarsi sul trattamento del suo disturbo d'ansia. Il gruppo ha annunciato nel febbraio 2019 che Genki si sarebbe unito al gruppo e avrebbe partecipato al loro terzo singolo, "Kimi wo Matteru" (君を待ってる?, lett. in italiano "ti aspetto"), ma a marzo è stato annunciato che avrebbe continuato a ricevere cure riguardo al suo disturbo. Il 31 marzo 2021, Genki Iwahashi ha ufficialmente lasciato King & Prince e si è ritirato dall'industria dell'intrattenimento.
Il 23 maggio 2021, terzo anniversario del loro debutto in CD, gli account Twitter e Instagram ufficiali di King & Prince e il loro canale YouTube sono stati aperti alle 5:23. Quando si è tenuto la prima diretta su Instagram, hanno annunciato l'uscita del loro terzo album e un tour con oltre 400.000 spettatori.
Sono andati anche in onda in TV con il loro programma televisivo chiamato King & Princeる (o King & Prince Ru) che iniziò il 16 gennaio 2022.
Il 4 novembre 2022 è stato riferito che Yuta Kishi, Yuta Jinguji e Sho Hirano avrebbero lasciato il gruppo il 22 maggio 2023. L'agenzia lo avrebbero lasciato Hirano e Jinguji, e poi in autunno 2023 lo avrebbe lasciato Kishi. I due membri rimanenti avrebbero continuato con il nome del gruppo.

## Formazione

### Membri attuali
- Ren Nagase

- Kaito Takahashi

### Ex membri
- Genki Iwahashi (ha lasciato il gruppo il 31 marzo 2021)
- Shō Hirano (ha lasciato il gruppo il 22 maggio 2023)
- Yuta Kishi (ha lasciato il gruppo il 22 maggio 2023)
- Yuta Jinguji (ha lasciato il gruppo il 22 maggio 2023)

## Discografia

### Album in studio
- King & Prince - 19 giugno 2019 (certificazione: RIAJ: 2× Platino)[17][18]

- L& - 2 settembre 2020 (certificazione: RIAJ: 2× Platino)[17][19]

- Re:Sense - 21 luglio 2021 (certificazione: RIAJ: 2× Platino)[17][20]

- Made In - 29 gennaio 2022 (certificazione: RIAJ: 2× Platino)[17][19]

### Album in live
- King & Prince First Concert Tour 2018 - 12 dicembre 2018 (certificazione: RIAJ: Platino)[21][22]

- King & Prince Concert Tour 2019 - 15 gennaio 2020 (certificazione: RIAJ: Platino)[23]

- King & Prince Concert Tour 2020 ~L&~ - 24 febbraio 2021 (certificazione: RIAJ: Platino)[24][25]

- King & Prince CONCERT TOUR 2021 ～Re:Sense～ - 12 gennaio 2022 (certificazione: RIAJ: Platino)[26][25]

### Singoli[27]

#### 2018
- Shindereragāru - 23 maggio (certificazione: RIAJ: 3× Platino) (album: King & Prince)

- Memorial - 10 ottobre (certificazione: RIAJ: 2× Platino)[28] (album: King & Prince)

#### 2019
- Kimi wo Matteru - 4 aprile (certificazione: RIAJ: 2× Platino)[19] (album: King & Prince)

- Koi-Wazurai - 28 agosto (certificazione: RIAJ: 2× Platino)[19] (album: L&)

#### 2020
- Mazy Night - 10 giugno (certificazione: RIAJ: 2× Platino)[19] (album: L&)

- I Promise - 16 dicembre (certificazione: RIAJ: 2× Platino)[19] (album: Re:Sense)

#### 2021
- Magic Touch/Beating Hearts - 19 maggio (certificazione: RIAJ: 2× Platino)[19] (album: Re:Sense)

- Koi Furu Tsukiyo ni Kimi Omou - 6 ottobre (certificazione: RIAJ: 2× Platino)[19] (album: Made In)

#### 2022
- Lovin' You - 13 aprile (certificazione: RIAJ: 2× Platino)[19] (album: Made In)